# نپه کچله گرد ۵
تپه کچله گرد ۵ مربوط به دوران‌های تاریخی پس از اسلام است و در شهرستان بوئین‌زهرا، روستای کچله گرد واقع شده و این اثر در تاریخ ۱۰ مهر ۱۳۸۰ با شمارهٔ ثبت ۳۹۲۷ به‌عنوان یکی از آثار ملی ایران به ثبت رسیده است.